# Radiance (программа)
Radiance — один из самых известных в мире пакетов ПО для расчёта освещения, разработанный в середине 1980-х в Национальной лаборатории им. Лоуренса в Беркли (Центр атомных исследований Министерства энергетики США) Грегори Уордом (Gregory Ward Larson). Состоит из набора С-программ, которые могут быть откомпилированы для всех доступных UNIX-платформ. Существует Windows-версия, входящая в дистрибутив «Desktop Radiance». В 2002 г. был открыт свободный доступ к исходному коду Radiance.
Пакет Radiance неоднократно тестировался специалистами по заданиям Международного энергетического агентства (IEA) и других организаций и признан наиболее достоверным средством расчёта ЕО.
Работа с Radiance осуществляется на уровне скриптов без использования графического интерфейса пользователя. Radiance использует гибридный алгоритм расчёта, в основе которого лежат стохастический метод Монте-Карло и детерминированный метод обратной трассировки лучей. Расчёты прямой и зеркально отражённой составляющих выполняются отдельно от расчёта диффузной составляющей, вычисляемой для меньшего количества точек с промежуточной интерполяцией и интегрированием по полусфере. Это позволяет исключить случайные шумы на диффузных поверхностях и значительно ускорить вычисления по сравнению с чисто стохастической трассировкой лучей. В настоящее время этот метод (final gathering) используется во многих пакетах визуализации (например, Mental Ray).
Radiance обладает практически неограниченной универсальностью, позволяющей рассчитывать модели любой сложности с любыми физическими характеристиками.